# One (cançó de Metallica)
«One» és el setè senzill de la banda estatunidenca Metallica, el tercer del seu quart àlbum d'estudi, ...And Justice for All, i el van llançar el 10 de gener de 1989.

## Composició
Es tracta d'una cançó antibel·licista composta per James Hetfield i Lars Ulrich que retrata un soldat de la Primera Guerra Mundial greument ferit que ha perdut tots els seus membres, de manera que no hi pot veure, parlar ni moure's, que prega a Déu que li prengui la vida a causa del fort dolor que pateix. La seva única esperança és idear una forma de comunicar-se amb el personal de l'hospital per aconseguir l'eutanàsia. En el videoclip ho aconsegueix fent cops al llit per lletrejar "Kill me" (en català, mata'm) en codi Morse. En els primers 17 segons de la cançó es troben una sèrie d'efectes sonors de caràcter bèl·lic, dispars i un helicòpter que desapareixen suaument per sentir la introducció de guitarra de Hetfield abans del "solo" de Kirk Hammett. A poc a poc, el so de les guitarres va guanyant velocitat, i es va endurint i distorsionant fins a desembocar, juntament amb la bateria i el baix, en un so que recorda una metralladora. Així doncs, començant per un ambient melòdic suau, desenvolupa diverses seccions de duresa i velocitat que són el preàmbul d'un "solo" tècnicament complex de Hammett i d'una secció de guitarra dual de Hetfield i Hammett.

## Videoclips
«One» fou el primer senzill de Metallica pel qual van editar un videoclip. Fou dirigit pel director Michael Salomon, i es va estrenar al 20 gener de 1989 en el canal MTV. Es va filmar totalment en blanc i negre a Long Beach (Califòrnia) . En ell s'hi barreja la història que expliquen les lletres de la cançó amb escenes i diàlegs provinents de la pel·lícula Johnny va agafar el fusell (1971), adaptació de la novel·la homònima de Dalton Trumbo, publicada el setembre de 1939. També s'hi barregen imatges dels membres de la banda tocant els instruments en un magatzem fosc.
Van crear tres versions del videoclip, la primera és l'original per la versió de l'àlbum, la segona és una versió escurçada, mentre que la tercera (coneguda com a "jammin' version") no conté imatges de la pel·lícula. Dues d'aquestes versions es van incloure en les compilacions 2 of One (1990) i The Videos 1989–2004 (2006). A causa del pagament constant del cànon per l'emissió de les imatges de la pel·lícula, van acabar comprant els seus drets.

## Recepció
Fou la primera cançó de Metallica en entrar el Top 40 del llistat estatunidenca de senzills, en canvi, el videoclip va arribar al número 1 en la llista de vídeos.
Es tracta d'una de les cançons preferides dels seguidors de Metallica, de manera que és fixa en les gires de concerts. En les fase inicial de la cançó acostumen a utilitzar pirotècnia per recrear els sons bèl·lics que se senten en la cançó com una metralladora o bombes. Van interpretar la cançó en la gala dels Premis Grammy de 1989, i la següent edició van ser guardonats amb aquest premi en la categoria de millor actuació de Metallica. Metallica va tornar a tocar la cançó en la gala de l'any 2014, en aquesta ocasió amb la col·laboració del pianista Lang Lang.
Metallica va incloure la cançó en la compilació S&M d'actuacions en directe amb la col·laboració de la San Francisco Symphony Orchestra, dirigida per Michael Kamen. Va ser inclosa en el videojoc musical Guitar Hero III: Legends of Rock, on era una de les cançons més difícils d'interpretar. També va aparèixer en l'edició especial dedicada a Metallica, titulada Guitar Hero: Metallica.

## Llista de cançons

### Senzill
| 1. | «One»        | 7:24 |
| 2. | «The Prince» | 4:26 |

| 1. | «One»                                 | 7:24 |
| 2. | «For Whom the Bell Tolls» (directe)   | 4:48 |
| 3. | «Welcome Home (Sanitarium)» (directe) | 6:06 |

| 1. | «One»                      | 7:24 |
| 2. | «Seek & Destroy» (directe) | 8:42 |

| 1. | «One» (demo version)                | 7:03 |
| 2. | «For Whom the Bell Tolls» (directe) | 4:48 |
| 3. | «Creeping Death» (directe)          | 8:00 |

| 1. | «One»                                 | 7:24 |
| 2. | «Breadfan»                            | 5:43 |
| 3. | «For Whom the Bell Tolls» (directe)   | 4:48 |
| 4. | «Welcome Home (Sanitarium)» (directe) | 6:06 |
| 5. | «One» (demo version)                  | 7:04 |

### Senzill directe
| 1. | «One»           | 7:24 |
| 2. | «One» (demo)    | 7:03 |
| 3. | «One» (directe) | 9:38 |

| 1. | «One» (edit)    | 4:59 |
| 2. | «One» (directe) | 9:38 |

| 1. | «One» (directe)                     | 9:49 |
| 2. | «Whiplash» (directe)                | 4:46 |
| 3. | «For Whom the Bell Tolls» (directe) | 5:50 |
| 4. | «Last Caress» (directe)             | 2:25 |